# Joseph Albert Hautle
Joseph Albert Hautle (* 28. Oktober 1841 in Appenzell; † 27. Juni 1912 ebenda, katholisch, heimatberechtigt in Appenzell) war ein Schweizer Politiker (Katholisch-Konservativ).

## Leben
Joseph Albert Hautle kam am 28. Oktober 1841 in Appenzell als Sohn des Arztes, Reichsvogts, Landesfähnrichs und Landeshauptmanns Johann Ulrich Hautle und der Francisca Rosa geborene Hersche zur Welt. Hautle war zwischen 1870 und 1903 als Wirt in der Molken- und Kuranstalt Rössli Steinegg tätig. In der Folge fungierte er als Kreiskommandant. Daneben war er zwischen 1882 und 1885 als Versicherungsagent eingesetzt.
Er war verheiratet mit Josefa Emilia geborene Enzler. Joseph Albert Hautle verstarb am 27. Juni 1912 vier Monate vor Vollendung seines 71. Lebensjahres in Appenzell. Sein Sohn war der Unternehmer und Jurist Gustav Adolf Albert Hautle.

## Politische Laufbahn
Hautle, zunächst Mitglied der Liberalen, wechselte ab Ende der 1870er-Jahre zu den Konservativen über. Im Anschluss agierte Hautle zwischen 1879 und 1881 als Bezirksrichter, seit 1880 als Präsident, sowie zwischen 1881 und 1882 als Kantonsrichter. In weiterer Folge gehörte Hautle in den Jahren 1882 bis 1902 sowie 1905 bis 1910 als Zeugherr, entspricht dem Militärdirektor, der Kantonsregierung von Appenzell Innerrhoden an. Darüber hinaus wurde Hautle im Jahr 1890 in den Ständerat gewählt, verlor aber 1893 die Wiederwahl gegen seinen Herausforderer Johann Baptist Edmund Dähler.
Joseph Albert Hautle trat als Förderer des Schulwesens hervor. Zudem erwarb er sich grosse Verdienste um das Militär, obwohl er diesbezüglich einen äusserst schwierigen Stand hatte. Im «Appenzeller Volksfreund» wurde Hautle als ein «den Grundsätzen seiner katholischen Kirche treuer, grundsätzlicher Mann, ein verdienter Beamter und gutmütiger Gatte und Familienvater» Politiker charakterisiert.